# 坡度
| 斜坡坡度警告標牌     |          |          |
| 不同角度与坡度的换算 |          |          |
| 角度                 | 正切坡度 | 正切坡度 |
| 0°                   | 0%       | 0%       |
| 5°                   | 9%       | 1:11     |
| 10°                  | 18%      | 1:5.7    |
| 30°                  | 58%      | 1:1.7    |
| 45°                  | 100%     | 1:1      |
| 60°                  | 173%     | 1:0.58   |
| 90°                  | ∞        | 1:0      |

坡度（grade）是用以表示斜坡的斜度，常用於標記丘陵、屋頂和道路的斜坡的陡峭程度。這個數值往往是以三角函数的正切函数數值，或比（百分比或千分比），或分數（rise over run）來陳述，即「爬升高度除以在水平面上的移動距離」。
{\displaystyle \mathrm {grade} =\tan \,{\alpha }={\frac {h}{d}}\times 100\%}
其中：
- {\displaystyle h} 为垂直距离，即斜坡高度（rise）;
- {\displaystyle d} 为水平距离（run）。

除了正切百分比，当坡度的数值很大时，還會直接以角度{\displaystyle \alpha }表示斜坡的陡峭程度。在数学上，当角度小于5°时，正弦函数和正切函数的误差很小，因此坡度很小（小于10%）时可以用正弦函数进行近似计算，如流水形成的水力坡度。
坡度標示法的原則都能應用於地形測量學上，雖然使用以上任何一種的標示法都能帶出同樣的訊息，但為了避免搞亂不精通三角學的讀者，正切百分比還是最常被應用於公共場所。在使用英制单位的地区，正切坡度則常見以比率來取代百分比標示，如「1:12」取代「8.3%」。
在铁路运输系统中，普通列车不可能爬上很陡的斜坡，会用比百分比更小的千分比（符号为‰）来表示坡度。由于分母是1000，更能直观的表示出每前进1千公尺爬高了多少米。是一個很好的表示方法。

## 外部連結
- 坡度的簡單解釋及例子（页面存档备份，存于）（英文）
- 地形坡度計算（页面存档备份，存于）（繁體中文）